# Струсінек
Струсінек (пол. Strusinek) — село в Польщі, у гміні Сонськ Цехановського повіту Мазовецького воєводства.
Населення — 88 осіб (2011).
У 1975-1998 роках село належало до Цехановського воєводства.

## Демографія
Демографічна структура станом на 31 березня 2011 року:
|          | Загалом | Допрацездатний вік | Працездатний вік | Постпрацездатний вік |
| -------- | ------- | ------------------ | ---------------- | -------------------- |
| Чоловіки | 43      | 8                  | 32               | 3                    |
| Жінки    | 45      | 8                  | 27               | 10                   |
| Разом    | 88      | 16                 | 59               | 13                   |